# Beholder (відеогра)
Beholder (укр. наглядач) — відеогра, розроблена Warm Lamp Games і випущена Alawar Entertainment.
Гра вийшла 9 листопада 2016 року для платформ Windows, Linux, macOS, Android та iOS.

## Сюжет
Головний герой — Карл Штейн, призначений керівником дому у тоталітарній державі. Його головне завдання — шпигувати за орендарями багатоквартирного будинку. Гравець може обшукувати квартири, стежити за мешканцями через замкові щілини або камери відеоспостереження, які він може встановлювати у квартирах; шантажувати мешканців за порушення, а також писати рапорти на порушників директив. Міністерство вимагає доповідати про всіх, хто порушив закон.
У гравця є вибір: встати на бік людей і допомагати їм уникнути покарання з боку держави, або слідувати всім командам уряду. Протягом гри наглядач буде спілкуватися з мешканцями будинку та від його ж дій буде залежати, як будуть розвиватися події у майбутньому. З часом, в сюжеті з'являється підпільна організація. У Карла є вибір: дотримуватися всіх наказів міністерства, або ж виконували доручення підпільної організації. Залежно від вибору, це призведе до різного розвитку подій.
Карл разом зі своєю сім'єю живе в підвалі цього будинку. У них також є потреби, які потрібно задовольняти (або ні) протягом гри. В грі є два ресурси: гроші і репутація. Репутація потрібна для купівлі камер відеоспостереження (через які Карл фіксуватиме порушення або заняття людей) і для того, аби мати авторитет серед мешканців. Гроші, своєю чергою, — для покупки речей для дому, виконання завдань, оплати продуктів, штрафів, оренди квартири.

## Розробка
Beholder була розроблена командою російських розробників з Warm Lamp Games. Робота над проєктом почалася в жовтні 2015. В прототипі гри були присутні економічні моменти. Жителі дому платили Карлу за проживання, але в основній версії гри це усунули, тому що розробники вважали, що тоді квестова частина відійде на другий план. В кінці квітня 2016 гра з'явилась на Kickstarter, де розробники планували зібрати 25000$ для фінансування розробленої ними гри. Їм не вдалося зібрати потрібної суми та вони прийняли рішення про дострокове припинення збору грошей. 9 травня 2016 року гра ввійшла в топ 10 проєктів, які проходять процедуру затвердження в Steam Greenlight. Розробники орієнтувалися на такі відеоігри, як Papers, Please і This War of Mine.
Гра з'явилась на ПК 9 листопада 2016 року. 17 травня — на Android і iOS. 16 і 19 січня 2018 з'явилась на PlayStation 4 та Xbox One.
17 травня 2017 року вийшло доповнення до гри під назвою «Beholder: Blissful Sleep» (укр. Блаженний Сон), де гравець ліпше пізнає жителів дому та життя минулого наглядача. За сюжетом, влада випускає законопроєкт під назвою «Блаженний Сон», метою якого є змусити всіх громадян, яким виповнилось 85 років, пройти процедуру евтаназії. Головний герой — Гектор Медина. Йому 65 років (про що свідчить листівка з вітанням, яку він отримав від сина). Але через помилку, вік Гектора був виправлений на 85 років. Перед гравцем є вибір: підкоритися долі й прийняти «блаженний сон», або уникнути процедури евтаназії будь-яким способом. На відміну від Карла, у Гектора немає сім'ї, за винятком кота і сина, який працює далеко на Півночі. В доповненні, гравцю потрібно взнати історію мешканців будинку, з якими стикнеться наступний управляючий — Карл Штейн.

## Короткометражний фільм
1 лютого 2019 року російські кінематографісти Лілія Ткач і Микита Ординський випустили короткометражний фільм за мотивами гри, головну роль в якому виконав Євген Стичкін. Раніше ця ж команда зняла короткометражний фільм за мотивами гри Papers, Please.